# Instruction
Instruction van ser una banda de rock alternatiu formada l'any 2002 a Brooklyn, Nova York. La banda estava composta pel vocalista Arthur Shepherd, el baixista Adam Marino, el guitarrista Tom Capone i el bateria Ti Kre.
Tot i així el 2005 la relació de la mateixa banda amb Geffen era dolenta, cosa que va comportar l'anunci d'una "pausa" el 5 d'agost de 2005, després de la seva gira final pel Regne Unit. Van tocar el seu últim concert a Truro, Anglaterra.

## Discografia
- Instruction EP
- God Doesn't Care
- How Soon Is Now?
- Linkin Park's Projekt Revolution 2004 CD Sampler amb la pista Breakdown